# Taraxacum subalatum
Taraxacum subalatum — вид квіткових рослин з родини айстрових (Asteraceae). Вид зростає в Європі: Данія, Фінляндія, Польща; це багаторічна рослина помірних біомів.